# Gabriel Balart
Pour les articles homonymes, voir Balart.
Gabriel Balart i Crehuet (né à Barcelone le 8 juin 1824 et décédé dans cette ville le 5 juillet 1893) est un compositeur, chef d'orchestre et pédagogue espagnol d'origine catalane.

## Biographie
À sept ans, il a étudié le solfège, le piano et le violon avec Francesc Sala. Par la suite, Antoni Pasarell lui a enseigné la composition et le violon. Il va en 1842 à Paris pour étudier au Conservatoire de Paris avec Delphin Alard et Michele Enrico Carafa. En 1849 il va à Milan où il fait une carrière de chef d'orchestre à l'opéra au Teatro Re. En 1853, il est nommé directeur musical du Grand théâtre du Liceu. Il se consacre à la direction et à l'enseignement - il sera notamment le maître de Teobaldo Power. En 1886 il cesse de composer, après avoir été nommé professeur d'harmonie et de composition au Conservatori del Liceu de Barcelone dont il sera directeur de 1889 à 1893.

## Œuvres
- Las aleluyas vivientes: revista diorámica de 1867 (1868), livret de José María Gutiérrez de Alba
- Barcarola para voz de tenor
- La Concepción , symphonie pour grandorchestre
- Fantasía elegíaca: a grande orquesta y voces. existe une version pour piano à quatre mains (ca. 1890)
- La pesca: barcarola para voz de tenor
- La polka de Prim, pour piano
- La prigione di Edimburgo, opéra
- Raquel: vals lento, pour orchestre
- Tamino: vals, per a piano. Extret de la sarsuela El tulipán de los mares
- Zahara: paso-doble, pour orchestre

### Zarzuelas
- La almoneda del diablo: comedia de magia (1884), livret de Rafael Cerach
- El amor por los cabellos: juguete cómico-lírico en un acte et en vers (1865), livret de Salvador Granés
- Amor y arte (1862), en trois actes, livret de José Zorrilla y Moral. Appelée aussi Barón en amor y arte
- Así en la tierra como en el cielo (1863). zarzuela en trois actes, conté l'havanera Mamá que me pongo mala. livret de Salvador Granés
- Un consejo de guerra (1865), en deux actes, livret de Pantaleón Moreno Gil
- Los diamantes negros (1863), en trois actes, livret d'Emilio? Álvarez
- El que va a morir te saluda: juguete cómicolirico (1865), en un acte, livret de Juan Belza
- Los guardias del Rey de Siam (1863), en un acte, livret de Miguel Pastorfido
- El hostalero de Ricla (1873), en trois actes
- La madre de los pobres (1866), en un acte
- Maese Gorgorito, o, el teatro y el convento (1869), en deux actes, livret de José María Gutiérrez de Alba
- Un marido sobre acuas (1864), en un acte, livret de Juan Belza
- El rapacín de Candás (1862), zarzuela en un acte, livret de Francisco García Cuevas
- Rival y duende (1863), en tres actes, livret de Pantaleón Moreno Gil
- El tulipán de los mares: Zarzuela bufa en 4 actes (1873)
- Un viaje a la Conchinchina (1875), en un acte. En collaboration avec Emilio Arrieta, livret de Miguel Pastorfido